# ديفيد فريد
ديفيد فريد (بالإنجليزية: David Freed)‏ (4 ديسمبر 1954، ألباني في الولايات المتحدة)؛ كاتب سيناريو، صحفي وروائي أمريكي.